# Guerra di Kieft
La guerra di Kieft, nota anche come guerra dei Wappinger, è stata un conflitto (1643–1645) combattuto tra coloni dei neonati Nuovi Paesi Bassi ed i nativi Lenape di quella che poi sarebbe diventata l'area metropolitana di New York degli Stati Uniti d'America. Prende il nome dal direttore dei Nuovi Paesi Bassi Willem Kieft, il quale ordinò un attacco senza l'approvazione del consiglio e contro il parere dei coloni. I soldati olandesi attaccarono gli accampamenti Lenape e massacrarono i nativi che li abitavano e che avevano sostenuto l'unificazione delle tribù Algonchine contro gli olandesi, causando una serie di assalti da ambo le parti. Fu uno dei primi conflitti tra nativi americani e coloni europei. Scontenta del comportamento di Kieft, la Compagnia olandese delle Indie occidentali lo richiamò ed egli morì durante il viaggio di ritorno nei Paesi Bassi. Peter Stuyvesant ne prese il posto nei Nuovi Paesi Bassi. Data la continua minaccia degli Algonchini molti coloni olandesi fecero ritorno nei Paesi Bassi e la crescita della colonia rallentò.

## Contesto storico
Nominato direttore dalla Compagnia olandese delle Indie occidentali, Willem Kieft giunse nei Nuovi Paesi Bassi il 4 aprile. Senza esperienza o qualifiche per l'incarico, Kieft potrebbe essere stato nominato grazie a conoscenze politiche familiari. L'anno prima le colonie inglesi di Massachusetts Bay, Rhode Island e Windsor, alleate con i nativi Mohegan e Narragansett, avevano annichilito l'alleanza olandese-Pequot. I Pequot sconfitti avevano aperto la strada ad una conquista inglese degli avamposto settentrionali dei Nuovi Paesi Bassi e di quello che oggi è chiamato fiume Connecticut. Due settimane prima dell'arrivo di Kieft, Peter Minuit, ex direttore generale dei Nuovi Paesi Bassi, aveva fondato un insediamento svedese, chiamato Nuova Svezia, nella parte meridionale della colonia, lungo quella che oggi è la Delaware Valley.
Lungo il fiume Hudson i Nuovi Paesi Bassi avevano iniziato a diventare fiorenti; la Compagnia olandese delle Indie occidentali gestiva gli insediamenti soprattutto per sfruttarne il commercio, con il direttore generale che agiva da comandante con il sostegno militare. Nuova Amsterdam e gli altri insediamenti della valle dell'Hudson si erano sviluppati ed uniti fino a formare una colonia in crescita. Nel 1640 la Compagnia rinunciò al monopolio commerciale sulla colonia e dichiarò i Nuovi Paesi Bassi una zona di libero commercio. Improvvisamente Kieft divenne governatore di un'economia in forte crescita.
I direttori della Compagnia olandese delle Indie occidentali non furono contenti. Soprattutto a causa della loro cattiva gestione, i progetti dei Nuovi Paesi Bassi non erano mai stati vantaggiosi. Gli sforzi fatti altrove, invece, permettevano sempre dei guadagni. I direttori erano ansiosi di ridurre i costi amministrativi, soprattutto per la difesa delle colonie. In questa categoria c'era l'"acquisto" di terre dai nativi americani che storicamente abitavano quelle terre. Questi pagamenti venivano fatti come riconoscimento del diritto di uso comune della terra, in cambio di relazioni amichevoli e difesa comune.
Il primo piano di Kieft per ridurre i costi fu la richiesta di tributi dalle tribù che abitavano la regione. I coloni che da tempo abitavano la zona avvisarono il governo del rischio che correvano, ma Kieft proseguì fino ad ottenere il rifiuto deciso dei sachem locali. Convinto della necessità di obbligarli a sottomettersi, Kieft approfittò dell'accusa di aver rubato maiali dalla fattoria di David de Vries per mandare dei soldati a razziare un villaggio Raritan su Staten Island, uccidendo molti degli abitanti. Quando la tribù si vendicò incendiando la fattoria di de Vries ed uccidendone i quattro dipendenti, Kieft "mise una taglia sulle loro teste". Offrì taglie ai nemici indiani per le teste dei Raritan. In seguito i coloni scoprirono che i maiali di de Vries erano stati rubati da altri coloni olandesi.
Nell'agosto 1641 Claes Swits, vecchio immigrato svizzero, fu ucciso da un Weckquaesgeek che conosceva da tempo. Swits gestiva un famoso locale frequentato da europei e nativi nell'attuale Turtle Bay (Manhattan). Si disse che l'omicidio era stata una vendetta da parte di un indiano per l'uccisione di uno zio. Era stato l'unico sopravvissuto in un'imboscata fatta dagli europei nei confronti dei Weckquaesgeek 15 anni prima. Kieft decise di prendere la cosa come scusa per sterminarne la tribù.
Un altro incidente che aumentò le tensioni occorse ad Achter Kol lungo le rive del fiume Hackensack. I coloni di una nuova factorij, dopo aver fatto ubriacare i locali Hackensack, iniziarono un piccolo ma fatale scontro per la scomparsa di un cappotto, ed il caposquadra fu ucciso dagli Hackensack.

## Guerra
Quando i coloni cercarono di opporre resistenza alle iniziative di Kieft riguardo agli indiani, questi cercò di utilizzare l'incidente di Swits per creare un sostegno popolare alla guerra. Creò il Consiglio dei Dodici, primo organo eletto dal popolo nella colonia dei Nuovi Paesi Bassi, in modo da ricevere consigli sulla rappresaglia da porre in essere. Il consiglio respinse la proposta di Kieft di massacrare il villaggio Weckquaesgeek se si fossero rifiutati di consegnare l'assassino. I coloni avevano vissuto in pace con i nativi per circa due decenni, diventandone amici, partner commerciali, impiegati, datori di lavoro, compagni di bevute e amanti. Il Consiglio si spaventò per le possibili conseguenze della crociata proposta da Kieft.
I nativi americani erano molto più numerosi degli europei ed avrebbero potuto facilmente reagire contro cose e persone. Inoltre i nativi fornivano le pelli che costituivano la linfa vitale e la raison d'etre della colonia. Con David Pietersz. de Vries nel ruolo di presidente, il Consiglio cercò di dissuadere Kieft dal fare la guerra. Iniziarono a consigliarlo anche su altri argomenti. Chiesero la creazione di un organo permanente rappresentativo che gestisse gli affari locali (come era di tradizione nei Paesi Bassi). Kieft rispose sciogliendo il Consiglio ed emanando un decreto in cui ne vietava gli incontri.
Kieft mandò una spedizione punitiva ad attaccare il villaggio del fuggiasco indiano, ma la milizia fu sconfitta. Accettò le offerte di pace degli anziani Weckquaesgeek. Il 23 febbraio 1643, due settimane dopo lo scioglimento del Consiglio, lanciò un attacco agli accampamenti dei rifugiati Weckquaesgeek e Tappan. I nativi Mohicani e Mohawk del nord (armati da francesi ed inglesi) li avevano spinti a sud l'anno prima, ed avevano trovato protezione dagli olandesi. Kieft rifiutò ogni aiuto nonostante le precedenti garanzie che la Compagnia aveva dato alle tribù. I rifugiati si erano accampati a Communipaw (nell'attuale Jersey City) ed a Corlaers Hook (bassa Manhattan). Nell'assalto iniziale, chiamato massacro di Pavonia, 129 soldati olandesi entrarono negli accampamenti ed uccisero 120 nativi americani, comprese donne e bambini. Essendosi opposto allo scontro, de Vries scrisse nel suo diario:
(Henry Cruise Murhy, Vertoogh van Nieu Nederland)
Gli storici hanno pareri discordanti sul fatto che Kieft abbia comandato il massacro o una razzia più limitata. Tutte le fonti però concordano nel dire che premiò i soldati per le loro azioni. Gli attacchi convinsero gli Algonchini della regione, storicamente divisi, ad unirsi contro gli olandesi.
Nell'autunno del 1643 1500 nativi invasero i Nuovi Paesi Bassi uccidendo molte persone compresa Anne Hutchinson, il famoso predicatore dissidente. Distrussero villaggi e fattorie, l'opera di due decenni di colonizzazione. Per rappresaglia quell'inverno gli olandesi uccisero 500 Weckquaesgeek. Quando Nuova Amsterdam si riempì di rifugiati, i coloni contestarono Kieft.
Si rifiutarono di pagare le nuove tasse istituite da Kieft ed in molti iniziarono ad imbarcarsi e partire. Kieft assunse il comandante militare John Underhill, il quale reclutò milizie a Long Island per assaltare i nativi americani presentì lì ed in Connecticut. I suoi uomini uccisero oltre 1000 indiani. Dopo che le loro lettere di richiesta di intervento da parte dei direttori della Compagnia olandese delle Indie occidentali e della Repubblica non ottennero risultati, i coloni si unirono per chiedere ufficialmente la rimozione di Kieft.
(Dutch Culture in a European Perspective)
Nei successivi due anni le tribù razziarono gli insediamenti in tutti i Nuovi Paesi Bassi. Le unità militari sparse sul territorio non furono d'aiuto per fermare gli attacchi, ma i nativi erano troppo sparsi per fare attacchi più efficaci. I due schieramenti firmarono una tregua quando concordò anche l'ultima delle 11 tribù nell'agosto del 1645.

## Esito
La fiducia della Compagnia olandese delle Indie occidentali nella capacità di Kieft di controllare il territorio nel Nuovo Mondo subì un colpo. Richiamato nel 1647 nei Paesi Bassi per rispondere della sua condotta, Kieft morì in un naufragio nei pressi di Swansea, in Galles, prima di giungere a casa. La Compagnia nominò Peter Stuyvesant come suo successore, e questi guidò i Nuovi Paesi Bassi finché non furono ceduti agli inglesi.
In proporzione alla popolazione coloniale del tempo, la guerra di Kieft ebbe un alto numero di vittime: milizie e mercenari uccisero centinaia di nativi. Nel 1642 Nuova Amsterdam aveva una popolazione di soli 800 abitanti, la metà dei quali era olandese. Una pace relativa durò fino agli anni 1650, quando la crescente competizione per le risorse contribuì allo scoppio delle guerre degli Esopus.